# Stora Gang
Stora Gang är en sjö i Kinda kommun och Västerviks kommun i Småland och ingår i Botorpsströmmens huvudavrinningsområde. Sjön är 11,5 meter djup, har en yta på 0,165 kvadratkilometer och befinner sig 142,3 meter över havet.

## Delavrinningsområde
Stora Gang ingår i det delavrinningsområde (642805-151781) som SMHI kallar för Utloppet av Tynn. Medelhöjden är 118 meter över havet och ytan är 52,88 kvadratkilometer. Räknas de 6 avrinningsområdena uppströms in blir den ackumulerade arean 78,53 kvadratkilometer. Tynnsån som avvattnar avrinningsområdet har biflödesordning 2, vilket innebär att vattnet flödar genom totalt 2 vattendrag innan det når havet efter 55 kilometer. Avrinningsområdet består mestadels av skog (65 %). Avrinningsområdet har 10,55 kvadratkilometer vattenytor vilket ger det en sjöprocent på 19,9 %.